# Margaret Bailey Speer
Margaret Bailey Speer (Englewood, 20 novembre 1900 – Gladwyne, 21 settembre 1997) è stata un'educatrice e missionaria statunitense, preside del Women's College della Yenching University di Pechino dal 1934 al 1941 e direttrice della Shipley School in Pennsylvania.

## Biografia

### Primi anni di vita
Margaret Bailey Speer nacque a Englewood, nel New Jersey, figlia di Robert Elliott Speer ed Emma Doll Bailey. Suo padre era un leader protestante, segretario del Consiglio presbiteriano delle missioni estere. Sua madre era una leader nazionale dell'associazione non profit YWCA durante la prima guerra mondiale e suo nonno, Robert Milton Speer, era un membro del Congresso degli Stati Uniti.
Speer frequentò la Dwight-Englewood School, diplomandosi nel 1917; in seguito si laureò al Bryn Mawr College nel 1922, dove fu presidente dell'Associazione Cristiana e divenne attiva nella YWCA. Successivamente conseguì un master alla Columbia University.

### Vita privata
Speer visse, lavorò e viaggiò in Cina e negli Stati Uniti con la collega e compagna, l'insegnante americana Augusta Bertha Wagner, dagli anni '30 agli anni '70. Wagner morì nel 1976, Speer invece nel 1997, all'età di 96 anni, a Gladwyne, in Pennsylvania. I suoi documenti vengono custoditi negli Speer Family Papers di Bryn Mawr. Le sue lettere dalla Cina furono pubblicate nel 1994 come Like Good Steel: The China Letters of Margaret Bailey Speer, North China, 1925-1943. La Shipley School istituì il Margaret Bailey Speer Award assegnandolo ad un'allieva illustre., come fu il caso dell'attivista Torie Osborn nel 2018.

## Carriera
Dopo il college, Speer insegnò allo Sweet Briar College e lavorò come segretaria della suffragette britannica Maude Royden mentre era in tournée negli Stati Uniti. Il Presbyterian Mission Board le assegnò l'insegnamento dell'inglese al Women's College della Yenching University nel 1925. Divenne preside del college nel 1934, ottenne una licenza nel 1937, e rimase a Yenching fino al 1941, quando il suo lavoro terminò, tra le crescenti tensioni della seconda guerra mondiale. Tornò a casa nel 1943, dopo essere stata detenuta in un campo di concentramento gestito dai giapponesi.
Di ritorno negli Stati Uniti, divenne una popolare oratrice agli eventi organizzati dalle donne della chiesa. ed in seguito direttrice della Shipley School, un collegio femminile a Bryn Mawr, in Pennsylvania, nel 1944. Durante il suo mandato, la scuola iniziò l'iscrizione di studenti afroamericani ed ebrei. Si ritirò nel 1965 e nel 1979 si recò alla Yenching University con un gruppo di studenti americani.
Speer fu presidente della Headmistresses Association of the East (1950-1952), della National Association of Principals for Girls (1959-1961), del Lower Merion Township Human Relations Council (1966-1968) e fece parte della chiesa presbiteriana di Bryn Mawr.